# John F. Dockweiler

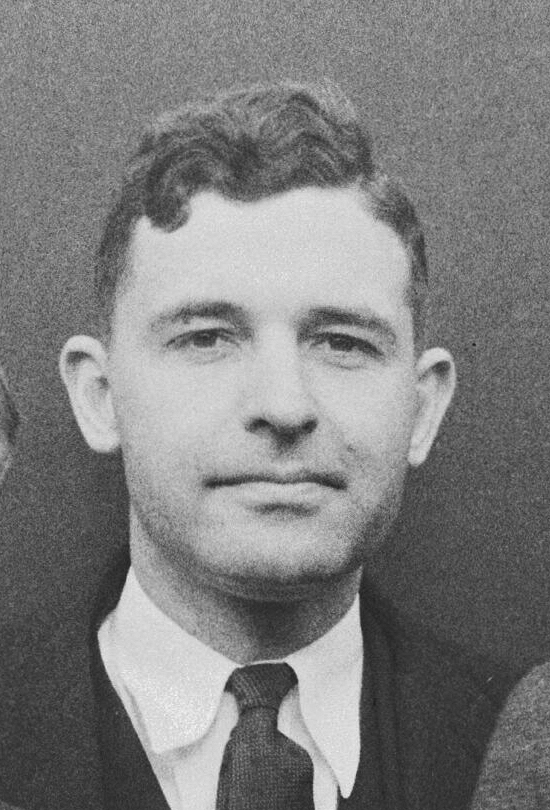
John F. Dockweiler (1932)

John Francis Dockweiler (* 19. September 1895 in Los Angeles, Kalifornien; † 31. Januar 1943 ebenda) war ein US-amerikanischer Politiker. Zwischen 1933 und 1939 vertrat er den Bundesstaat  Kalifornien im US-Repräsentantenhaus.

## Werdegang
John Dockweiler besuchte die öffentlichen Schulen seiner Heimat und studierte danach bis 1918 am Loyola College. Danach studierte er an der University of Southern California. Nach einem anschließenden Jurastudium an der Harvard University und seiner 1921 erfolgten Zulassung als Rechtsanwalt begann er ab 1922 in Los Angeles in diesem Beruf zu arbeiten. Gleichzeitig schlug er als Mitglied der Demokratischen Partei eine politische Laufbahn ein.
Bei den Kongresswahlen des Jahres 1932 wurde Dockweiler im damals neu eingerichteten 16. Wahlbezirk von Kalifornien in das US-Repräsentantenhaus in Washington, D.C. gewählt, wo er am 4. März 1933 sein neues Mandat antrat. Nach zwei Wiederwahlen konnte er bis zum 3. Januar 1939 drei Legislaturperioden im Kongress absolvieren. Während dieser Zeit wurden dort die meisten der New-Deal-Gesetze der Bundesregierung unter Präsident Franklin D. Roosevelt verabschiedet.
1938 verzichtete er zunächst auf eine weitere Kandidatur. Stattdessen strebte er erfolglos die Nominierung seiner Partei für die Gouverneurswahlen an. Daraufhin bewarb er sich als unabhängiger Kandidat doch noch um seinen Verbleib im Kongress. Diese Kandidatur war ebenfalls nicht erfolgreich. Nach dem Ende seiner Zeit im US-Repräsentantenhaus praktizierte Dockweiler wieder als Anwalt. Zwischen 1940 und 1943 war er Bezirksstaatsanwalt im Los Angeles County. Er starb am 31. Januar 1943 in Los Angeles.